# Carlson (Familienname)
Carlson ist ein patronymisch gebildeter ursprünglich schwedischer und auch englischer Familienname mit der Bedeutung „Sohn des Karl“.

## Namensträger
- Allan C. Carlson (* 1949), US-amerikanischer Historiker und Autor
- Amy Carlson (* 1968), US-amerikanische Schauspielerin
- Anders Carlson (* 1959), schwedischer Hindernisläufer
- Andreas Carlson (* 1987), schwedischer Politiker (Kristdemokraterna), Minister für Infrastruktur und Wohnen
- Anton Julius Carlson (1875–1956), schwedisch-amerikanischer Physiologe
- Arne Carlson (Politiker) (* 1934), US-amerikanischer Politiker
- Arne Carlsson (Turner) (1924–2011), schwedischer Turner
- Arne Carlsson (Eishockeyspieler) (* 1943), schwedischer Eishockeyspieler
- Arne Carlsson (Rennfahrer), schwedischer Speedway-Motorrennfahrer
- Britta Carlson (* 1978), deutsche Fußballspielerin
- Bruce Carlson (* 1944), kanadischer Komponist
- Bruce A. Carlson (* 1949), pensionierter General der US Air Force
- Carl Fridolf Carlson (1870–1924), schwedisch-deutscher Schiffbauingenieur
- Carl Schmidt-Carlson (1806–1887), deutscher Porträtmaler und Fotograf
- Carolyn Carlson (* 1943), US-amerikanische Tänzerin
- Chester Carlson (1906–1968), US-amerikanischer Erfinder, Physiker und Patentanwalt
- Christopher Carlson (* 1997), US-amerikanischer Ruderer
- Cliffard D. Carlson (1915–1977), US-amerikanischer Politiker
- Colin Carlson (* 1996), US-amerikanischer Biologe
- Cynthia Carlson (* 1942), US-amerikanische Künstlerin
- Dan Carlson (* 1979), US-amerikanischer Eishockeyspieler
- Daniel Carlson (* 1995), US-amerikanischer American-Football-Spieler
- Dirk Carlson (* 1998), luxemburgischer Fußballspieler
- Don Carlson (1919–2004), US-amerikanischer Basketballspieler
- Dylan Carlson (* 1998), US-amerikanischer Baseballspieler
- Ernst Carlson (1854–1909), schwedischer Historiker, Pädagoge und Politiker
- Frank Carlson (1893–1987), US-amerikanischer Politiker (Kansas)
- Fredrik Ferdinand Carlson (1811–1887), schwedischer Historiker
- Fritz Carlson (1888–1952), schwedischer Mathematiker
- George Alfred Carlson (1875–1926), US-amerikanischer Politiker (Colorado)
- Gretchen Carlson (* 1966), US-amerikanische Fernsehmoderatorin und ehemalige Miss America
- Gustaf Carlson (1649–1708), schwedischer Generalleutnant, siehe Gustav Carlsson von Börring
- Gustaf Carlson (Richter) (1861–1936), schwedischer Richter
- Gustaf Carlson (Fußballspieler) (1894–1942), schwedischer Fußballspieler
- Isabelle Carlson (* 1944), deutsche Schauspielerin
- Jean M. Carlson (* 1962), US-amerikanische Physikerin
- Jeff Carlson (Eishockeyspieler) (Jeffrey Lee Carlson; * 1953), US-amerikanischer Eishockeyspieler und Schauspieler
- Jeff Carlson (Footballspieler) (Jeffrey Allen Carlson; * 1966), US-amerikanischer American-Football-Spieler
- Jeff Carlson (Schriftsteller) (Jeffrey G. Carlson; 1969–2017), US-amerikanischer Schriftsteller
- Jeffrey Carlson (1975–2023), US-amerikanischer Bühnenschauspieler und Sänger
- Jenny Carlson (* 1995), schwedische Handballspielerin
- Jessica Carlson (* 1993?), US-amerikanische Schauspielerin
- Joel Carlson (1926–2001), südafrikanischer Jurist und Antiapartheidskämpfer
- John Carlson (Biologe) (* 1955), US-amerikanischer Biologe
- John Carlson (Trompeter) (* 1959), US-amerikanischer Jazztrompeter
- John Carlson (Saxophonist), US-amerikanischer Jazzsaxophonist und Kirchenmusiker
- John Carlson (Footballspieler) (* 1984), US-amerikanischer Footballspieler
- John Carlson (Eishockeyspieler) (* 1990), US-amerikanischer Eishockeyspieler
- John F. Carlson (1874–1945), US-amerikanischer Landschaftsmaler und Kunstpädagoge
- John Roy Carlson, Pseudonym von Avedis Boghos Derounian (1909–1991), US-amerikanischer Journalist und Autor
- Jöns Carlson (1815–1891), schwedischer Botaniker
- Joseph Carlson, US-amerikanischer Kernphysiker
- Katrina Carlson, US-amerikanische Singer-Songwriterin und Schauspielerin
- Kelly Carlson (* 1976), US-amerikanische Schauspielerin
- Kindra Carlson (* 1987), US-amerikanische Volleyballspielerin
- Kristina Carlson (* 1949), finnische Schriftstellerin
- Lars Göran Carlson (* 1936), schwedischer Regisseur und Schauspieler
- Leslie Carlson (1933–2014), Schauspieler
- Linda Carlson (* 1946), US-amerikanische Schauspielerin
- Loren Daniel Carlson (1915–1972), US-amerikanischer Physiologe
- Marvin Carlson (* 1935), US-amerikanischer Theaterwissenschaftler
- Mina Carlson-Bredberg (1857–1943), schwedische Malerin
- Paul Carlson (1928–1964), US-amerikanischer Missionsarzt
- Per Carlson (* 1938), schwedischer Physiker
- Richard Carlson (Schauspieler) (1912–1977), US-amerikanischer Schauspieler
- Richard Carlson (Autor) (1961–2006), US-amerikanischer Autor und Psychologe
- Robert Carlson (1905–1965), US-amerikanischer Segler
- Robert James Carlson (* 1944), US-amerikanischer Geistlicher, Erzbischof von Saint Louis
- Ron Carlson, US-amerikanischer Filmproduzent, Schauspieler und Drehbuchautor
- Sally Elizabeth Carlson (1896–2000), US-amerikanische Mathematikerin und Hochschullehrerin
- Sammy Carlson (* 1989), US-amerikanischer Freestyle- und Freeride-Skier
- Tucker Carlson (* 1969), US-amerikanischer Fernsehmoderator und politischer Kommentator
- Veronica Carlson (1944–2022), britische Schauspielerin
- Wallace A. Carlson (1894–1967), US-amerikanischer Comiczeichner und Trickfilmer
- Wendell L. Carlson (1897–1994), US-amerikanischer Ingenieur